# Osoba trzecia
Osoba trzecia (książk.) ktoś trzeci; każdy człowiek niezaangażowany bezpośrednio w daną sytuację, relację lub stosunek prawny. W aktach prawnych – osoba fizyczna, osoba prawna lub jednostka organizacyjna nieposiadająca osobowości prawnej, której nie dotyczy dana umowa, stosunek prawny czy też inna, skonkretyzowana przepisami, relacja. Przykładowo zgodnie z art. 38 § 1 kodeksu spółek handlowych	nie można powierzyć prowadzenia spraw spółki jawnej osobom trzecim z wyłączeniem wspólników, a zgodnie z art. 952 § 2 Kodeksu cywilnego treść testamentu ustnego może być stwierdzona w ten sposób, że jeden ze świadków albo osoba trzecia spisze oświadczenie spadkodawcy przed upływem roku od jego złożenia, z podaniem miejsca i daty oświadczenia oraz miejsca i daty sporządzenia pisma, a pismo to podpiszą spadkodawca i dwaj świadkowie albo wszyscy świadkowie.